# Mauri och Morberg – på en liten resa
Mauri och Morberg – på en liten resa är ett svenskt reseprogram som hade premiär på TV4 och TV4 Play den 29 april 2025. Programmet följer Mauri Hermundsson och Per Morberg när de besöker olika länder runt om i världen, som bland annat Argentina, Japan och Sydafrika. Det dyker även upp flera kända svenskar på de olika resemålen.
Efter tre avsnitt fick Per Morberg nog och reste hem. Ersättare blev Mikael Persbrandt.I avsnitt 5 deltar Carola Häggkvist. I avsnittet besöks Sydafrika där Mauri Hermundsson och Håkan Juholt letar efter man till Carola Häggkvist. 

## Säsonger
| Säsong | År   | Säsongstart | Säsongsavslutning | Avsnitt | Totalt avsnitt |
| ------ | ---- | ----------- | ----------------- | ------- | -------------- |
| 1      | 2025 | 29 April    | 10 juni           | 6       | 1–6            |

## Medverkande
- Mauri Hermundsson
- Per Morberg
- Carola Häggkvist
- Yohio
- Mikael Persbrandt
- Håkan Juholt